# スコット・ラファロ
スコット・ラファロ（Scott LaFaro、1936年4月3日 - 1961年7月6日）は、アメリカのジャズ・ベーシスト。当時としては、チャーリー・ヘイデンやチャールズ・ミンガスと並ぶ、特に冒険的なベーシストとして評価されている。ビル・エヴァンス・トリオの一員としてよく知られている。

## 略歴
ニュージャージー州のニューアークでシチリア系の音楽家の一家に生まれ育った（父親は色々なビッグバンドに所属し演奏していた）。小学校の時にピアノをはじめ、その後、中学校でクラリネット、高校に入りテナーサックスを始めた。彼がダブルベースを手にしたのは大学に入る前の夏のことで、大学の音楽科で弦楽器が必修のためだった。大学に入り約3ヶ月後にはベースに専念することを決意した。
音楽を勉強するために大学に入ったが、2年目にバディ・モロウ率いるビッグバンドに加わるために中退した。その後、自分の運をロサンゼルスのミュージック・シーンで試すため、クロス・カントリー・ツアーを終えた後、ビッグバンドを去る。それから、すぐに仕事を見つけることができ、若手ベーシストの中でも著名な一人として知られるようになった。
その後、チェット・ベイカー、パーシー・ヒース、ヴィクター・フェルドマン、スタン・ケントン、ベニー・グッドマンなど色々な有名ジャズ・ミュージシャンと共演した後、1959年にビル・エヴァンスと活動を共にする。その時、エヴァンスはマイルス・デイヴィス・セクステットから脱退したばかりで、2人はドラムのポール・モチアンを加えてトリオを結成した。ラファロのインタープレイは、エヴァンスのピアノと対等に渡り合った。1960年には、エヴァンスとの活動のほか、ブッカー・リトルのアルバム『ブッカー・リトル』、ジョン・ルイスのアルバム『ジャズ・アブストラクションズ』、オーネット・コールマンのアルバム『フリー・ジャズ』にも参加している。
1961年6月25日、ビル・エヴァンス・トリオの一員として「ヴィレッジ・ヴァンガード」で行ったライブは、後に『サンデイ・アット・ザ・ヴィレッジ・ヴァンガード』『ワルツ・フォー・デビイ』の2枚のアルバムとして発表され、2005年には当日に行われた5回の公演の全貌を収録したCDボックス・セットも発売された。その後、ニューポート・ジャズ・フェスティバルでスタン・ゲッツと共演するが、その2日後にニューヨーク州ジェニヴァ近郊のフリントで交通事故に遭い、死去した。その革新的なアプローチはジャズ・ベースの演奏を再定義し、多くの同世代、また後進のベーシストらに影響をあたえた。

## ディスコグラフィ

### 共同リーダー・アルバム
- 『1960』 - 1960 (2005年、PJL) ※with スティーヴ・キューン（英語版）、ピート・ラロカ、1960年11月29日録音

### 参加アルバム
パット・モラン・マッコイ
- Beverly Kelly Sings With The Pat Moran Trio (1958年、Audio Fidelity) ※1957年録音
- This Is Pat Moran (1958年、Audio Fidelity) ※1957年録音

ヴィクター・フェルドマン
- 『ジ・アライヴァル・オブ・ヴィクター・フェルドマン』 - The Arrival of Victor Feldman (1958年、Contemporary)
- Latinsville! (1960年、Contemporary)

スタン・ゲッツ&カル・ジェイダー
- Cal Tjader-Stan Getz Sextet (1958年、Fantasy)

ハンプトン・ホーズ
- 『フォー・リアル』 - For Real! (1961年、Contemporary) ※1958年3月17日録音

バディ・デフランコ
- 『ライヴ・デイト』 - Live Date! (1958年、Verve)

マーティ・ペイチ
- 『ブロードウェイ・ビット』 - The Broadway Bit (1959年、Warner Bros.)

トニー・スコット
- 『サング・ヒーローズ』 - Sung Heroes (1959年、Sunnyside)

ビル・エヴァンス
- 『ポートレイト・イン・ジャズ』 - Portrait in Jazz (1960年、Riverside) ※1959年12月28日録音
- 『エクスプロレイションズ』 - Explorations (1961年、Riverside)
- 『サンデイ・アット・ザ・ヴィレッジ・ヴァンガード』 - Sunday at the Village Vanguard (1961年、Riverside)
- 『ワルツ・フォー・デビイ』 -  Waltz for Debby (1962年、Riverside) ※1961年6月25日録音
- 『コンプリート・ライヴ・アット・ザ・ヴィレッジ・ヴァンガード1961』 The Complete Village Vanguard Recordings, 1961 (2005年、Riverside) ※1961年6月25日録音
- 『ザ・1960・バードランド・セッションズ』 -  The 1960 Birdland Sessions (2005年、Fresh Sound) ※1960年4月30日、5月7日録音

ブッカー・リトル
- 『ブッカー・リトル』 Booker Little (1960年、Time)

ジョン・ルイス
- 『ジャズ・アブストラクションズ』 - Jazz Abstractions (1960年、Atlantic)

オーネット・コールマン
- 『フリー・ジャズ』 - Free Jazz: A Collective Improvisation (1961年、Atlantic) ※1960年12月21日録音
- 『オーネット!』 - Ornette! (1962年、Atlantic) ※1961年1月31日録音
- 『即興詩人の芸術』 - The Art of the Improvisers (1970年、Atlantic) ※1961年1月31日録音の曲「錬金術師スコット・ラファロ」のみ参加
- 『ツインズ』 - Twins (1971年、Atlantic) ※1961年1月31日録音の曲「チェック・アップ」のみ参加

ドン・フリードマン
- 『スコット・ラファロの思い出』 - Memories for Scotty (1988年、Insights) ※11曲中5曲は、ラファロが参加した1961年の録音。